# Nicolas Bonnal
Nicolas Bonnal (Saint-Priest, 16 ottobre 1976) è un ex calciatore francese, di ruolo centrocampista.